# Messor kisilkumensis
Messor kisilkumensis är en myrart som beskrevs av Arnol'di 1969. Messor kisilkumensis ingår i släktet Messor och familjen myror. Inga underarter finns listade i Catalogue of Life.